# Вроне (Куявсько-Поморське воєводство)
Вроне (пол. Wronie) — село в Польщі, у гміні Ринськ Вомбжезького повіту Куявсько-Поморського воєводства.
У 1975-1998 роках село належало до Торунського воєводства.